# Grande oie grise de Russie
La grande oie grise de Russie (крупная серая) est une race d'oie domestique originaire de Russie.

## Histoire et description
Cette oie industrielle est issue de croisements effectués au même moment à l'institut expérimental ukrainien de production de volaille et à l'usine de production de volaille Arjenka de l'oblast de Tambov à Rasskazovo. Ces croisements sont issus de l'oie italienne et de l'oie de Toulouse. Aujourd'hui les lieux de production russes les plus importants pour les grandes oies grises de Russie se trouvent dans le kraï de Krasnodar, l'oblast de Tambov, l'oblast de Lipetsk, l'oblast de Rostov et l'oblast de Saratov.
Le coloris du plumage de cette oie est gris foncé sur la tête et sur la partie supérieure du cou et du dos; gris clair sur la poitrine et blanc sur le ventre. La tête de la grande oie grise de Russie est large et courte. le cou est court et épais, le bec est gros, droit, de couleur orange rougeâtre. Le torse est de longueur moyenne, le dos, large et droit. Le ventre est graisseux avec des poches de graisse. Le jars pèse entre 6,5 et 7 kg et la femelle entre 6 et  6,5 kg. Elle pond entre 35 et 60 œufs par an pesant entre 160 et 200 grammes. Elle pond après 290-310 jours. C'est un oiseau plutôt vif qui peut vivre sans étang. Son instinct de reproduction est assez développé,,.